# فلیطه
فلیطه (به عربی: فلیطة) یک روستا در سوریه است که در استان ریف دمشق واقع شده‌است. فلیطه ۶٬۴۷۵ نفر جمعیت دارد.